# 袁美人
袁美人（？—453年），南朝宋武帝劉裕側室，本名不詳。《南史》作桓美人。

## 生平
义熙九年（413年），袁氏生刘义恭，刘裕建立宋朝後，封袁氏为美人。刘裕驾崩後，袁美人被封为太妃。宋文帝写信告诫任荆州刺史的弟弟刘义恭，说他性格褊急，袁太妃也如此说。说现在今既进袁太妃供给，计足充用，此外一不须复有求取。元嘉二十九年（452年）冬，刘义恭还朝，袁太妃去世。